# 鄺福兒
鄺福兒，是香港中文大學化學系系主任。研究領域主要為合成化學和催化化學，重點研究新型催化劑。

## 生平
鄺福兒於1996年取得香港理工大學的理學士；2000年取得香港中文大學化學系博士。 2001 至 2003 年間，前往麻省理工學院進行博士後研究，師從國際偶聯反應專家Prof. Stephen. L. Buchwald。
2003 年，鄺教授於 SARS 疫情期間回到香港，面臨就業困難。 在2004年入職香港理工大學應用生物及化學科技學系，2014年晉陞為教授。
2020 年，他當選為香港青年科學院 27 位成員之一。
2023 年，他成功獲得國家自然科學基金委員會（NSFC）與香港研究資助局（RGC）聯合研究計劃資助，進行「導向構建季碳/矽手性中心的鈀催化反應體系研究」項目研究。
在2024年12月14日，鄺福兒應邀出席香港電台節目「未來·無限」，分享「催化化學的應用場景」。
目前，鄺福兒擔任香港中文大學化學系系主任。

## 科學成就
鄺教授專門研究有機合成中的交叉偶聯反應催化劑開發。他在催化劑設計方面提出了先進的方法，並建立了一個全面的催化劑庫，為學術界和工業界提供了寶貴的資源。值得注意的是，他在磷配體催化劑方面的研究顯示出高催化效率。 他還開發了用於催化的配體。
他的研究探索了有機合成中的新可能性，特別是涉及 C−H 鍵的反應。C−H 鍵為傳統催化劑提供了一種具有吸引力的替代方案。他的團隊發現了一種創新的聯芳基合成方法，利用 DMEDA 作為催化劑，以促進未活化苯的直接 C−H 芳基化。

## 獎項
2013 年 3 月，他獲得裘槎基金會（Croucher Foundation）高級研究學人獎。該獎項由林鄭月娥女士頒發。

## 專利
鄺福兒持有2項美國專利：
- Ligands for transition-metals and methods of use, 2008. US8212056B2[14]
- Phosphines, synthesis thereof and their use in catalysis, 2014. US10093692B2[15]